# أليستر هاردي
السير أليستر كليفرينغ هاردي (بالإنجليزية: Sir Alister Clavering Hardy)‏ هو عالم أحياء بحرية إنجليزي ولد في يوم 10 فبراير 1896 في نوتنغهام، إختص بأبحاث النظم البيئية البحرية والعوالق الحيوانية والحيتان وتوفي في يوم 22 مايو 1985 في مدينة أوكسفورد.